# Pico Verdaguer
El pico Verdaguer es una cumbre de 3129,4 m de altitud en el macizo de la Pica de Estados, junto con la Pica d'Estats y la Punta Gabarró, dentro del parque natural del Alto Pirineo.
La cumbre tiene desde 1983 el nombre en honor del poeta y excursionista Jacinto Verdaguer y Santaló.